# Fairphone
Fairphone és una empresa que té com a objectiu desenvolupar un telèfon intel·ligent dissenyat i produït amb el mínim dany a les persones i al planeta. Té la seu a Amsterdam, Països Baixos, i compta amb el suport de la Waag Society, fundació que fomenta l'experimentació amb les noves tecnologies, l'art i la cultura. La principal motivació de Fairphone era desenvolupar un dispositiu mòbil sense minerals provinents de mines en conflicte armat (generalment els telèfons contenen or, estany, tàntal i tungstè) i garantint que es fabrica sota unes condicions de treball justes al llarg de tota la cadena de subministrament.

## Història i missió

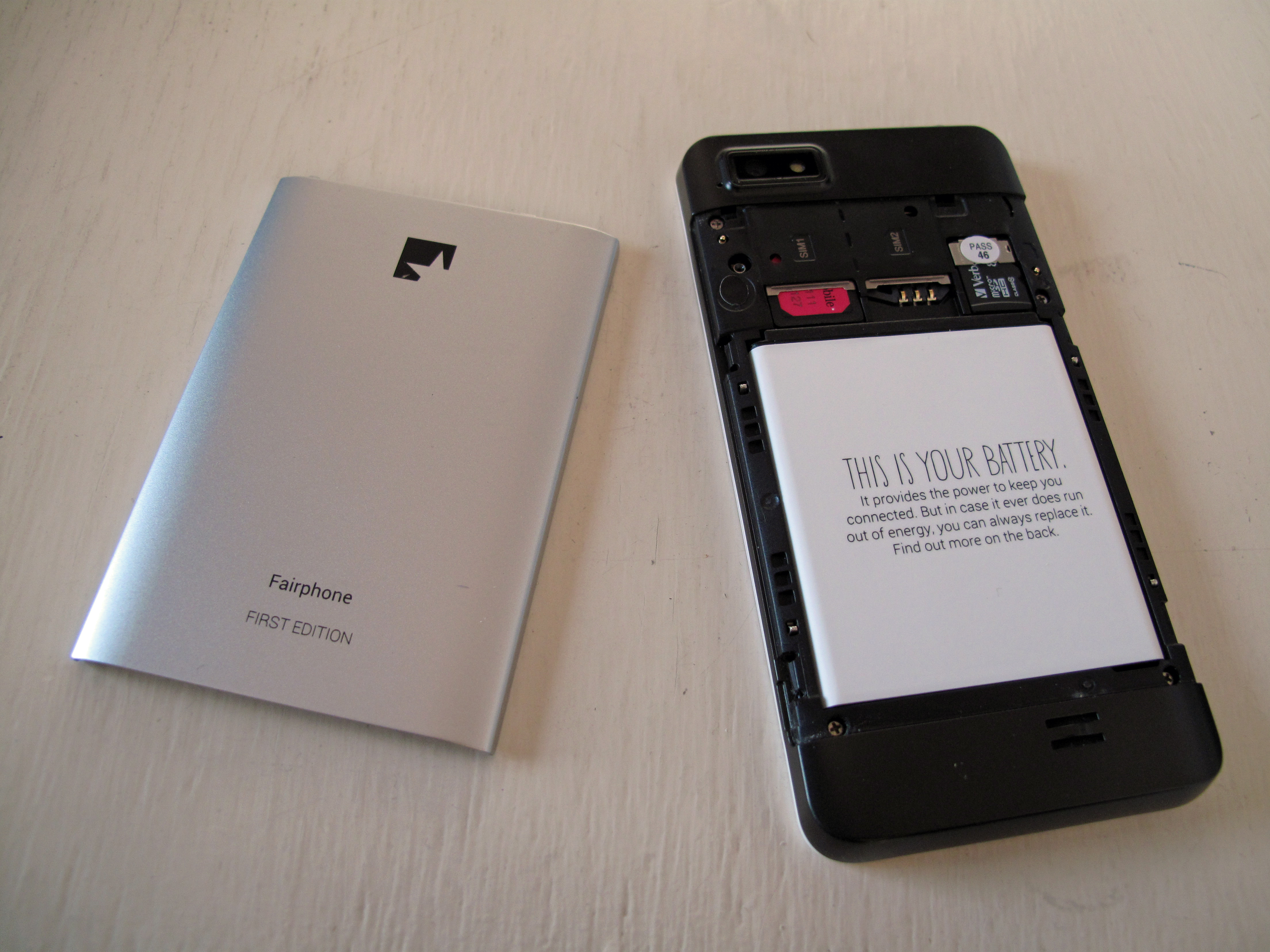
Fairphone amb la tapa posterior treta. Es pot apreciar la bateria extraïble, les ranures de targetes dual SIM i una ranura per a targetes SDHC

Fairphone es va fundar com una empresa social el gener de 2013, després d'haver existit dos anys i mig com una campanya. La seva pàgina web assenyala que la missió de la companyia és "portar un telèfon intel·ligent al mercat - un que sigui dissenyat i produït amb el mínim dany a les persones i al planeta". També assenyalen la transparència en tots els detalls del producte com a pilar bàsic de la companyia: "Creiem que ésser radicalment transparents té un valor per a certa gent i és aquesta gent que nosaltres mirem de trobar." Fairphone reconeix, però, que no serà possible produir un telèfon 100% just de moment, però perseguint aquesta finalitat busquen també sensibilitzar els consumidors i la indústria mòbil.
2013primer lot de producció :
- Mitjançant precomandes, el 5 de juny del 2013 van recaptar els diners necessaris per fabricar un lot inicial de 5.000 telèfons.[4]
- Es va vendre tota la producció de 25.000 terminals el 13 de novembre de 2013.[5]

2014segon lot de producció i col·laboracions:
- A l'abril de 2014, iFixit va anunciar una associació amb Fairphone per oferir als propietaris guies d'auto-reparació.[6]
- El 21 de maig de 2014, va posar a la venda una segona campanya de producció de 35.000 mòbils.[7]
- Al setembre de 2014, The_Phone_Co-op, una cooperativa de telecomunicacions del Regne Unit, va anunciar que començaria a distribuir el Fairphone.[8]